# Трка ка мору
Трка ка мору је име једног раздобља Првог светског рата, када су две стране, које су ушле у рововски рат непрекидно покушавале да једна другу изманеврише и заобиђе са стране. Ти маневри на северном крилу довели су до ширења линије фронта на север до Северног мора. Трка ка мору је започета у септембру 1914. на швајцарској граници, а завршила се на Северном мору када је 22. новембра престала офанзива код Ипра.
Током битака у Пикардији, Артоа и Фландрији ниједна страна није дошла у предност, а поновљају се покушаји да се нађу отворени бокови непријатеља, све док линија фронта није дошла до мора. Та трка до мора је само израз, иако то није била трка, него покрети као резултат неуспелих маневара заобилажења са бока, помоћу којих би се непријатељ нападао одострага. Рат се после тога углавном претворио у рововски рат.

## После битке код Марне
После Прве битке на Марни и победе савезника уследила је савезничка контраофанзива и Прва битка на Ени, која је завршила неодлучено. Том битком код Ене на том подручју се учврстила линија фронта. Због тога су непријатељске стране почеле тражити начин да се изманеврише и нападне са стране противник. И једна и друга страна су користиле железницу за најбржи превоз војске. Французима је била доступна железница кроз Амијен, а Немцима преко Лила. Француска 10. армија сакупљала се у Амијену од средине септембра, а 25. септембра је започела са кретањем према истоку. Немачка 6. армија досегла је Бапом 26. септембра, а напредовала је до Типвала 27. септембра. Ту ће се две године касније 1916. одвијати битка на Соми. 
Немачки циљ је био да иду западно према Ламаншу и да:
- заузму индустријске и пољопривредне регије северне Француске,
- да одсеку снабдевање Британском експедиционом корпусу
- и да изолују Белгију.
- освоје Фландрију помоћу шест од 11 немачких коњичких дивизија, које би помеле Фландрију све до обале.

Међутим од 1. октобра до 6. октобра Французи под Фердинандом Фошом су зауставили офанзиву немачке 6. армије северно од Соме. Немачка коњица је била заустављена близу Лила после сукоба са француским 22. корпусом. Једина празнина, која је остала је била у Фландрији, са Белгијанцима, који су се налазили код Исера на северу и са Французима, који су се налазили у Пикардији на југу.

## Битка код Ипра и поплава дела Белгије
Пажња се окренула на Артоа и Фландрију, где је Британски експедициони корпус започео да се распоређује са намером да скрати линије снабдевања кроз Булоњ сир Мер и Кале. У регији Артоа формирала се линија битком код Басе измећу 12. октобра и 27. октобра. Британци су држали Арас, а Немци Ленс. У Фландрији Немци су малом јединицом заузели Ипр 3. октобра, а британска 7. дивизија је заузела Ипр 14. октобра. Британци су планирали да напредују цестом до Менина, али зауставила их је надмоћнија немачка војска. Белгијски краљ Алберт I наредио је да се морем поплави део Белгије отварањем заштитних брана у Нивпорту на реци Исер. Поплављени део је био широк и до километар, а протезао се до Диксмидеа. Немци су после тога сконцентрисали снаге да се пробију код Ипра. Започела је Прва битка код Ипра. Немачки напад је почео 21. октобра. Борбе су се одужиле до касног новембра. Иако су британске снаге биле јако и опасно развучене Немци нису успели у продору. Трка ка мору се зауставила 22. новембра када је престала офанзива код Ипра. Западни фронт је још увек имао рупа где није била успостављена линија фронта. На Вогезима линија фронта је успостављена тек почетком 1915.

## Антверпен
Постојали су координисани напори мањих снага белгијске војске, француских маринаца, британске морнарице и британске морнаричке пешадије да се подржава Антверпен током опсаде. Антверпен су Немци заузели 10. октобра 1914. Циљ је био да се вежу немачке снаге и да се спречи да Немци потпуно окупирају белгијску обалу. Окупацијом белгијске обале Немци могу користити белгијске луке као базу за подморнице и могу лакше ометати снабдевање британске војске. Кале и Булоњ сир Мер су имали огроман значај за снабдевање британске војске и након трке ка мору остали су под савезничком контролом. Савезници су морали контролисати Ламанш ако желе да одржавају британску војску у Француској.